# Michael Obst
Michael Obst (ur. 22 czerwca 1944 w Lipsku) – niemiecki wioślarz (sternik) reprezentujący RFN, mistrz olimpijski.

## Kariera
Wystąpił na igrzyskach olimpijskich w Rzymie w 1960, gdzie Wspólna Reprezentacja Niemiec w składzie: Gerd Cintl, Horst Effertz, Klaus Riekemann, Jürgen Litz i Michael Obst (sternik) zdobyła złoty medal w czwórkach ze sternikiem. W finale o 2,50 sekundy wyprzedzili Francuzów i o 4,60 sekundy Włochów. Był to jego jedyny start olimpijski.
W tej samej konkurencji zdobył złoty medal na mistrzostwach Europy w Mâcon (1959). 
Zdobywał mistrzostwo kraju w dwójkach ze sternikiem w 1958 oraz w czwórkach ze sternikiem w 1959. Odznaczony Srebrnym Liściem Laurowym. Po zakończeniu kariery wyemigrował do Chile.